# Sunbo
Sunbo (kinesiska: 孙伯镇, 孙伯) är en köping i Kina. Den ligger i provinsen Shandong, i den östra delen av landet, omkring 81 kilometer söder om provinshuvudstaden Jinan. Antalet invånare är 27872. Befolkningen består av 14 389 kvinnor och 13 483 män. Barn under 15 år utgör 15,0 %, vuxna 15-64 år 73 %, och äldre över 65 år 11,0 %.
Genomsnittlig årsnederbörd är 737 millimeter. Den regnigaste månaden är juli, med i genomsnitt 241 mm nederbörd, och den torraste är januari, med 6 mm nederbörd.